# Steam Hotel
The Steam Hotel är ett hotell i Västerås. Hotellet invigdes i augusti 2017. Actionbadet Kokpunkten ligger vägg i vägg med Steam hotel. Båda är inrymda i Västerås ångkraftverk, som byggdes 1917.

## Byggnadens historia
Steam hotel är inrymt i Västerås ångkraftverks byggnader. Västerås ångkraftverk togs i drift 1917. Det levererade elektricitet till Sveriges elkraftnät. Den stora fördelen i detta kraftverk var att man kunde starta upp en panna snabbt, i detta fall till full effekt på 20  minuter. Under årens lopp har ångkraftverket byggts till i olika etapper, flera pannor och fjärrvärme till Västerås. Vid 1970-talet kom kärnkraften i gång och ångkraftverket fick tjänstgöra som reservkraft. Ångkraftverket togs slutligen ur drift 1992. Själva hotelldelen är byggd inuti byggnaden för de ursprungliga fyra tornpannorna nummer 12 – 14. Den lägre delen mot vattnet innehöll utrustning för hantering av kolet som eldades i pannorna. Ångkraftverkets kontrollrum och turbinhall är fortfarande kvar och kan beses med guide.

## Hotellfakta
Steam hotel ligger alldeles intill Mälaren med en marina i viken utanför husets vägg. Det är gångavstånd från Västerås resecentrum. Hotellet är byggt i 18 våningar, har 264 rum, flera barer och restauranger och en konferensanläggning. Det finns totalt 16 st konferenslokaler och den största rymmer upp till 550 personer. Det finns en Pool Club  med  utomhuspool och en inomhuspool på sjunde våningen. Badtemperaturen hålls på 36 grader året om. Stilen på hotellet är hämtad från 1919. Många detaljer är kvar sedan ångkraftverkets tid. Hotellet ägs och förvaltas av ESS group.

## Restauranger
I entréplanet ligger restaurangen the Chamberlin Grill och på sjunde våningen Voltage Lounge Pan-Asian Raw Bar. Längst upp på artonde våningen finns Locavore en Asian Fusion restaurang samt en skybar med utsikt över Mälaren och Västerås. Det finns totalt sju barer inklusive receptionens.